# Hora de Vladivostok
|  | Huso horario     | Nombre local                                                  |
|  | ---------------- | ------------------------------------------------------------- |
|  | UTC +2 (MSK −1)  | Hora de Kaliningrado (EET)                                    |
|  | UTC +3 (MSK)     | Hora de Moscú (MSK)                                           |
|  | UTC +4 (MSK +1)  | Hora de Samara (SAMT)                                         |
|  | UTC +5 (MSK +2)  | Hora de Ekaterimburgo (YEKT)                                  |
|  | UTC +6 (MSK +3)  | Hora de Omsk (OMST)                                           |
|  | UTC +7 (MSK +4)  | Hora de Krasnoyarsk (KRAT) y Novosibirsk (NOVT)               |
|  | UTC +8 (MSK +5)  | Hora de Irkutsk (IRKT)                                        |
|  | UTC +9 (MSK +6)  | Hora de Yakutsk (YAKT)                                        |
|  | UTC +10 (MSK +7) | Hora de Vladivostok (VLAT)                                    |
|  | UTC +11 (MSK +8) | Hora de Magadán (MAGT), Sajalín (SAKT) y Srednekolimsk (SRET) |
|  | UTC +12 (MSK +9) | Hora de Kamchatka (PETT) y Anádyr (ANAT)                      |

La hora de Vladivostok (en ruso: владивостокское время, vladivostokskoye vremya) o VLAT, es la zona horaria de la ciudad de Vladivostok. Son diez horas después de UTC (UTC+10) y siete horas por delante de la hora de Moscú (MSK +7).
El 27 de marzo de 2011, Rusia se trasladó al horario de verano todo el año. En lugar de cambiar entre la hora UTC +10 en invierno y UTC+11 en verano, la hora de Vladivostok se fijó en UTC +11.

## Zona horaria TZ Database
En la TZ Database las zonas correspondientes son:
- Asia/Sajalín
- Asia/Vladivostok

## Zonas de la hora de Vladivostok
- Krai de Jabárovsk
- Partes centrales de la República de Sajá (incluyendo las Islas de Nueva Siberia)
- El Óblast autónomo Hebreo
- Krai de Primorie
- Óblast de Sajalín (sólo la Isla de Sajalín)

## Ciudades de la hora de Vladivostok
Localidades de 100.000 habitantes o más que usan la hora de Vladivostok :
- Artiom
- Jabárovsk
- Yuzhno-Sajalinsk
- Komsomolsk-na-Amure
- Najodka
- Ussuriisk
- Vladivostok